# 半宿萼茶
半宿萼茶（学名：Camellia szechuanensis）是山茶科山茶属的植物，为中国的特有植物。分布在中国大陆的四川等地，生长于海拔1,350米的地区，常生于林中，目前尚未由人工引种栽培。
其种加词“szechuanensis”意为“四川的”。